# Ramin Djawadi
Ramin Djawadi (Duisburg, 1974. július 19. –) iráni-német zeneszerző, karmester, lemezproducer. Az HBO Trónok harca című sorozatához írt zenéjéről ismert, amelyért 2018-ban és 2020-ban Grammy-díjra jelölték. Ő a zeneszerzője a Trónok harca előzménysorozatának, a Sárkányok házának (2022–jelen) is. Olyan filmek zenéjét szerezte, mint A titánok harca, Tűzgyűrű, Warcraft: A kezdetek, Időcsavar, A Vasember és Örökkévalók, olyan televíziós sorozatokét, mint A szökés, A célszemély, Tom Clancy’s Jack Ryan és Westworld, valamint olyan videojátékokét, mint a Medal of Honor, Gears of War 4 és Gears 5. Két egymást követő Emmy-díjat nyert a Trónok harca sorozatért, 2018-ban „A sárkány és a farkas”, 2019-ben pedig „A hosszú éjszaka” című epizódért.

## Gyermekkora
Djawadi Duisburgban született iráni apától és német anyától. A nyugat-németországi Duisburgban a Krupp Gimnáziumba járt, majd a Berklee College of Musicban tanult.

## Diszkográfia

### Filmek
- 2016: Warcraft: A kezdetek
- 2013: Tűzgyűrű
- 2012: The House of Magic
- 2012: Védhetetlen
- 2012: Sammy nagy kalandja 2
- 2012: Vörös hajnal
- 2011: Frászkarika
- 2010: A titánok harca
- 2009: A túlvilág szülötte
- 2009: Medalia de onoare
- 2008: Légy a Holdon 3D
- 2008: A Vasember
- 2008: Szex telefonhívásra
- 2008: Nagyon vadon 2.
- 2007: Mr. Brooks
- 2007: The ChubbChubbs Save Xmas (rövidfilm)
- 2006: Kárhozott szeretők
- 2006: Nagyon vadon
- 2006: Boog and Elliot's Midnight Bun Run (rövidfilm)
- 2005: Batman: Kezdődik!
- 2005: Isten bárányai (rövidfilm)
- 2004: Viharmadarak
- 2004: Penge – Szentháromság
- 2003: A Karib-tenger kalózai: A Fekete Gyöngy átka
- 2003: Árvák sorsa
- 2001: Shoo Fly (rövidfilm)

### TV
- 2022-től: Sárkányok háza
- 2016-tól: Westworld
- 2011–től: A célszemély
- 2011–2019: Trónok harca
- 2011: Breakout Kings (13 epizód)
- 2009–2010: FlashForward – A jövő emlékei
- 2006: Blade: The Series (12 epizód)
- 2005–2009: A szökés
- 2005: Bringások és bölények (TV-film)
- 2005: A küszöb (Revelations című epizód)
- 2004: A hálózat (minisorozat)
- 2003: Hősnek lenni (TV-film)

### Videojátékok
- 2012: Medal of Honor: Warfighter
- 2011: Shift 2: Unleashed
- 2010: Medal of Honor
- 1999: System Shock 2

## Díjak és jelölések
- Jelölés – Outstanding Main Title Theme Music, Primetime Emmy-díj (A szökés, 2006)
- Jelölés – Discovery of the Year, World Soundtrack Awards (Mr. Brooks, 2007)
- Jelölés – Legjobb zene, Szaturnusz-díj (A Vasember, 2008)
- Jelölés – Best Score Soundtrack Album for Motion Picture, Television or Other Visual Media, Grammy-díj (A Vasember, 2009)
- Jelölés – Outstanding Music Composition for a Series, Primetime Emmy-díj (FlashForward – A jövő emlékei, 2010)